# クロディウス・アルビヌス

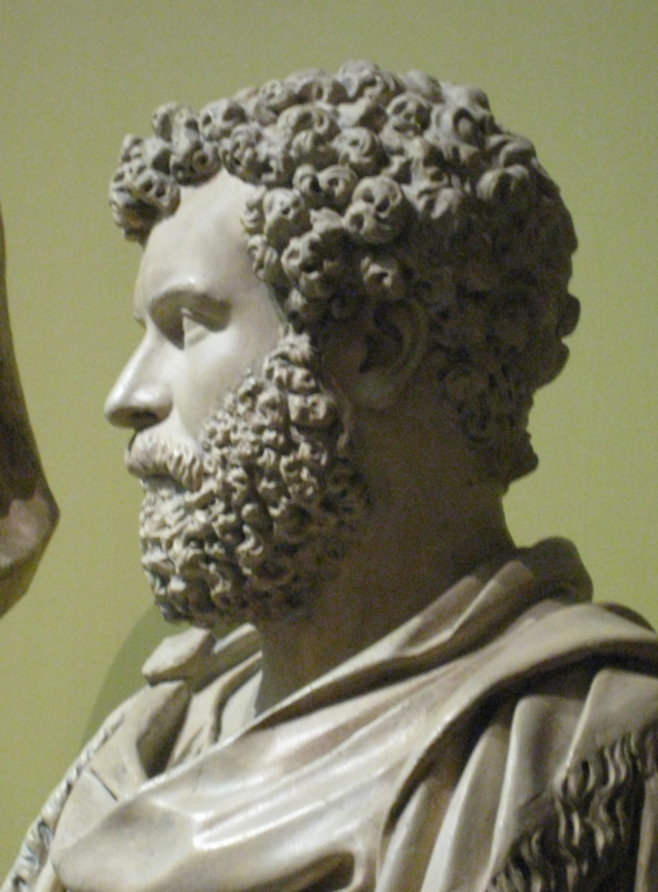
クロディウス・アルビヌスの胸像

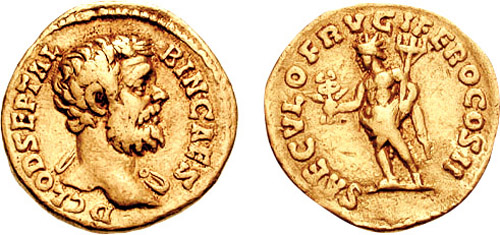
クロディウス・アルビヌスが描かれた硬貨

デキムス・クロディウス・アルビヌス（ラテン語: Decimus Clodius Albinus、150年頃 - 197年2月19日）は、ローマ帝国の軍人であり、後に皇帝を自称した人物である。193年の「五皇帝の年」にセプティミウス・セウェルスと対立し、帝位を巡って争った。

## 生涯
アルビヌスは、ローマ属州アフリカのハドルメトゥム（現在のチュニジアのスース近郊）で、名門の家柄に生まれた。幼少期についてはほとんど知られていないが、若い頃から軍務に就き、その才能を示したと考えられている。マルクス・アウレリウス帝の治世下で軍人として頭角を現し、コンモドゥス帝の時代にはブリタンニア総督を務めた。ブリタンニアでの統治は成功裏に終わり、現地の軍団からの強い支持を得ていた。
193年、ペルティナクス帝が殺害され、ディオクレティアヌス帝が皇帝に即位した。しかし、ディオクレティアヌス帝もすぐに殺害され、ローマ帝国は混乱に陥る。この混乱の中で、パンノニア総督であったセプティミウス・セウェルス、シリア総督であったペスケンニウス・ニゲル、そしてブリタンニア総督であったアルビヌスの3人が、それぞれ皇帝を自称した。
当初、セプティミウス・セウェルスは、強力な軍事力を有するアルビヌスとの正面衝突を避け、彼を副帝（カエサル）に任命することで同盟関係を築いた。これは、セウェルスがまず東方のペスケンニウス・ニゲルを打倒することに集中するためであった。アルビヌスはこの提案を受け入れ、セウェルスがニゲルとの戦いに勝利するまで、彼らは名目上の同盟関係を維持した。
セウェルスがニゲルを打ち破り、東方を平定すると、彼はアルビヌスとの同盟関係を解消し、彼を敵視するようになった。アルビヌスもまた、セウェルスが自身を排除しようとしていることを察知し、195年には自らをアウグストゥス（正帝）と称し、セウェルスに対する反乱の姿勢を明確にした。

### ルグドゥヌムの戦い
197年2月19日、アルビヌスとセプティミウス・セウェルスの両軍は、ガリアのルグドゥヌム（現在のフランスのリヨン）近郊で激突した。ルグドゥヌムの戦いは、ローマ帝国の歴史上でも最大規模の内戦の一つであり、両軍合わせて十数万の兵が参加したと言われている。
戦いは激戦となり、当初はアルビヌス軍が優勢であった。しかし、最終的にはセプティミウス・セウェルスが勝利を収め、アルビヌスは敗死した。アルビヌスの死後、彼の首はセウェルスのもとに送られ、その遺体は辱められたと言われている。アルビヌスの一族もまた、セウェルスの命令により処刑された。

## 影響
デキムス・クロディウス・アルビヌスの反乱と敗北は、セプティミウス・セウェルスがローマ帝国の唯一の支配者としての地位を確立する上で重要な転換点となった。この勝利により、セウェルス朝が確立され、ローマ帝国は一時的に安定を取り戻すこととなる。しかし、この内戦はローマ社会に大きな傷跡を残し、その後の帝国の不安定化の一因ともなった。

## 参考書籍
- ディオ・カッシウス, 『ローマ史』
- ヘロディアヌス, 『ローマ帝国史』